# Gloria Campana
Gloria Campana, née sous le nom de Christiane Solomidès le 12 juillet 1947 à Meudon et morte le 4 mars 2012 Paris 11e, est une réalisatrice française. 

## Biographie
Gloria Campana est la fille de Jean Solomidès, condamné à plusieurs reprises pour exercice illégal de la médecine.
D’abord scripte, puis chef-monteuse, Gloria Campana réalise des documentaires et reportages pour la télévision française depuis 1985.
Elle crée en 1987 la société Charlotte Production - réalisation, habillage et conception graphique (RATP, FNAC, SNCF, EDF-GDF, AGF, etc.)
Elle est mariée au journaliste, producteur et réalisateur André Campana. 

## Filmographie
- 1986 : L'Hôpital à tout prix
- 1990 : Les Années-vitesse
- 1995 : Eco & Compagnie et Coulisses, Zaléa TV. Réalisation et mise en place des 10 premières émissions 10 × 26 min
- 1995 : Portrait d'Ibrahim, jeune de Mantes-la-Jolie, 9 min, France 3
- 1995 : Le Combat de Serge Klarsfeld. Des crimes nazis à la responsabilité française, premier film sur l'implication française dans les crimes nazis[1]. Documentaire de création. 60 min. France 2/Planète.
- 1997 : Pourquoi je vote Front national ?, enquête sur les électeurs du Front national en Seine-Saint-Denis, 25 min
- 1998 : I remember (Metropolis). Portrait d'Enki Bilal, 17 min, Arte
- 2000 : Gir, Giraud, Moebius (Metropolis). Portrait du créateur de Blueberry, 18 min, Arte
- 2001 : Ma boîte et après - heurs  et malheurs de trois jeunes créateurs d’entreprises. Documentaire, 52 min, France 5
- 2003 : L'Énigme Rezvani, portrait de l’écrivain Serge Rezvani[2]. Documentaire de création, 65 min. Grand prix du documentaire musical de création décerné par la SACEM à Lussas en août 2004. Sortie en salle à l'Accatone en décembre 2005
- 2004-2009 : réalisation de films ethno-sociologiques :
  - Demain Paris, film de 26 min sur l’évolution du paysage urbain à Paris vue par ses habitants
  - Quand j'entends le mot culture, musées du monde entier. Film de 26 min
  - La France que j'aime, enquête nationale auprès des Français sur leur vision de l’avenir. Film de 40 min
- 2009 : Enki Bilal, au-delà de l’image, série Empreintes, France 5. 52 min. Sorti en DVD en 2011